# Leopold Neumer
Leopold Neumer (Vienna, 8 febbraio 1919 – Vienna, 19 marzo 1990) è stato un calciatore austriaco, di ruolo attaccante.